# Huculi

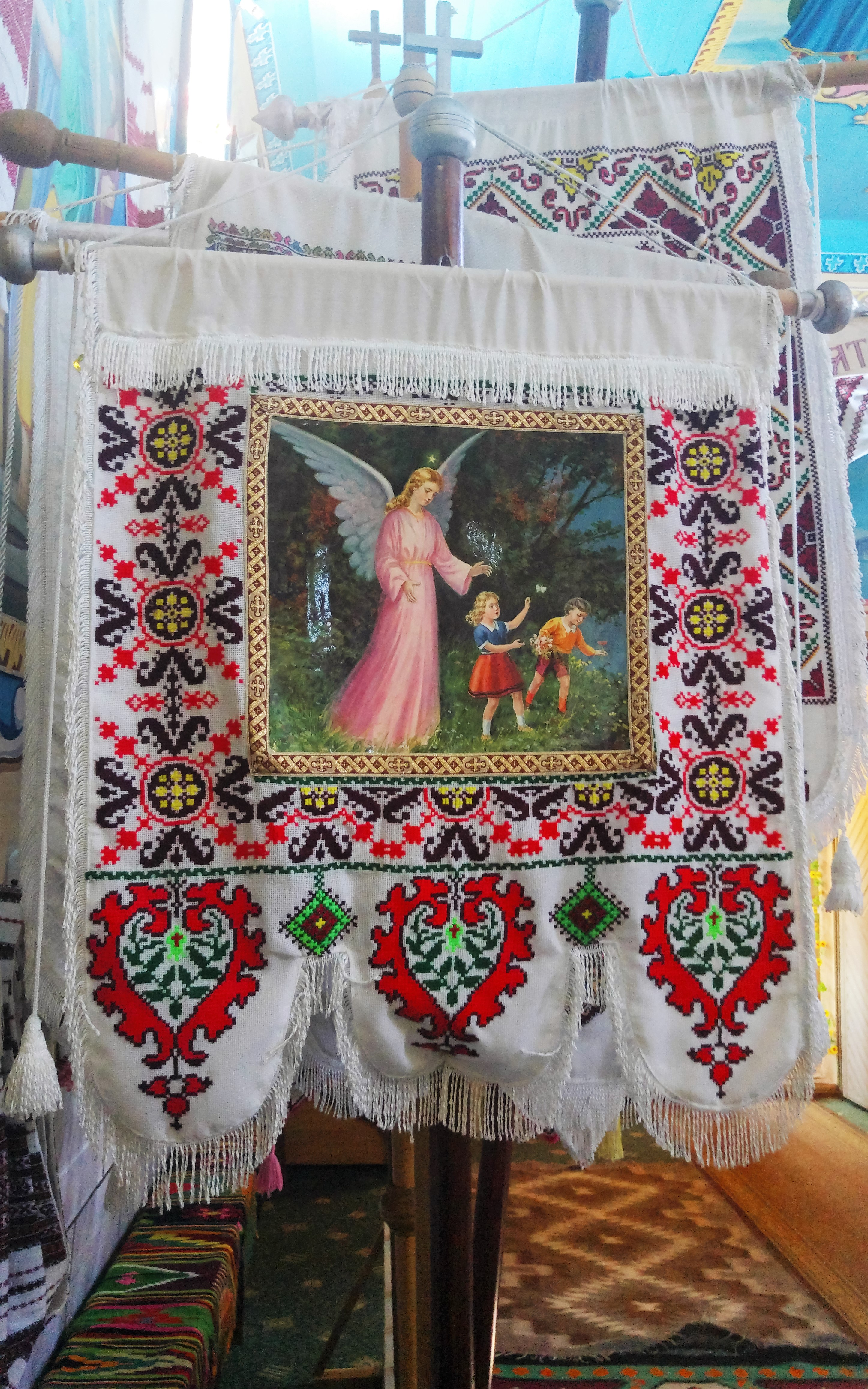
Zdobnictwo huculskie na sztandarze w cerkwi greckokatolickiej w Bukowcu (Буковець) na Ukrainie.

Huculi – grupa etniczna mieszanego pochodzenia rusińskiego i wołoskiego, zamieszkująca ukraińską i rumuńską część Karpat Wschodnich – Gorgany, Czarnohorę, Świdowiec, Karpaty Marmaroskie, Połoniny Hryniawskie i Beskidy Pokucko-Bukowińskie. Obok Bojków, z którymi sąsiadują od zachodu, i Łemków, jest to jedna z trzech głównych grup Rusinów Karpackich, mieszkających we wschodniej części łuku karpackiego. Określenie „Huculi” upowszechniło się w XIX wieku.
Huculi stworzyli oryginalną kulturę regionalną w dorzeczu górnego Prutu, obu Czeremoszów: Białego i Czarnego, oraz Cisy, z dala od szlaków handlowych, dróg i dużych miast. Ich tradycyjnym zajęciem jest hodowla bydła, pasterstwo i myślistwo. Zajmowali się również hodowlą koni; wyhodowali uchodzące za piękne i bardzo wytrzymałe konie huculskie.
W latach 90. XX wieku prof. Paul Robert Magocsi oraz prof. Paul Best zaliczyli tę mniejszość autochtoniczną do narodu karpatoruskiego, twierdzą oni, że na terenie obecnej Polski, Słowacji, Ukrainy i Serbii mieszka około 1 200 000 społeczność o proweniencji karpatoruskiej, do której obok Hucułów zaliczyli również Łemków i Bojków, wobec których nie powiodły się próby ukrainizacji oraz że ludność ta ma nadal poczucie swojej karpatorusińskiej odrębności narodowej z aspiracjami do stania się czwartym narodem wschodniosłowiańskim, obok Ukraińców, Rosjan i Białorusinów.

## Etymologia
Istnieje kilka wersji tłumaczących pochodzenie nazwy Hucuł. Jedna z nich twierdzi, że słowo to jest pochodzenia wołoskiego i oznacza ‘opryszka’ (rum. hoțul ‘złodziej’ (okr.)), a według innej, że pochodzi ono od słowiańskiego słowa ‘kochul’ oznaczającego wędrowca lub nomadę.

## Historia

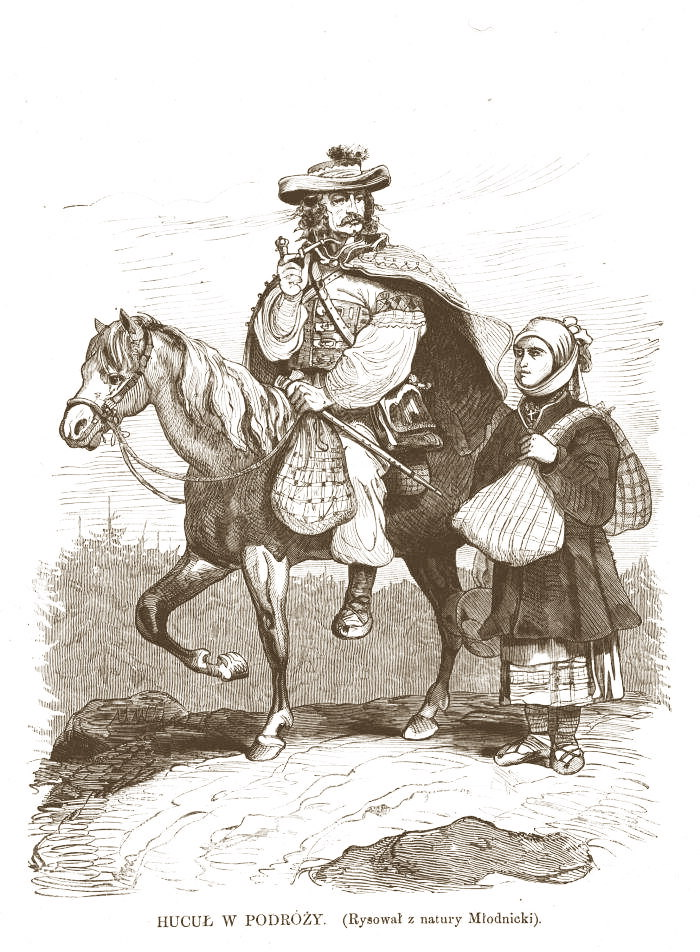
Typy mieszkańców Galicji – góral huculski w podróży, litografia 1872

Od IX wieku pasterze z Wołoszczyzny (także mołdawscy i węgierscy z Karpat południowych) wraz z rodzinami i stadami owiec i kóz posuwali się górami i wzdłuż nich w poszukiwaniu pastwisk, dochodząc niemal do Tatr. Prawosławna wspólnota religijna obu grup doprowadziła do zlania się ich i wytworzenia jednego narzecza opartego na języku ruskim z domieszką wołoską i polską. Ślady pochodzenia wołoskiego znaleźć można w nazwach miejscowości i gór, nazwach pospolitych, architekturze, strojach ludowych. W XII w. monumentalny łańcuch Czarnohory i jej podnóży należał do Rusi Halicko-Wołyńskiej, natomiast od czasów Kazimierza Wielkiego (XIV w.) Huculszczyzna znajdowała się w obrębie Rzeczypospolitej.
Po 1772 Huculszczyzna weszła w skład monarchii austriackiej, a następnie austro-węgierskiej. W listopadzie 1918 Huculi wywołali rewoltę przeciwko rządom węgierskim, zakończoną proklamacją tzw. Republiki Huculskiej 9 stycznia 1919. Efemeryczna Republika Huculska objęła wschodnie Zakarpacie, jej zaś prezydentem został Stepan Kłoczurak. W lipcu 1919 republika została zlikwidowana przez wojska rumuńskie.
W latach międzywojennych znowu znalazła się w Polsce. Od września 1939 r. Huculszczyzna przestała należeć do Polski. Osiedli tam Polacy i inne nieruskie mniejszości narodowe zostali wysiedleni, co było powodem spadku zainteresowania tym obszarem ze strony polskich etnografów.

## Wieś huculska
Charakterystyczną cechą huculskiej wsi było to, że posiadała charakter samotnicy, co w dużej mierze można dostrzec i dziś. Poszczególne gospodarstwa oddalone były od siebie, porozrzucane po okolicznych pagórkach otaczających dolinę i centrum wsi. Dlatego też obszar wsi na ogół zajmował ogromne terytorium. W centrum, w pobliżu rzeki lub strumienia oraz drogi, stała cerkiew z probostwem, urząd gminy, szkoła, gospoda. Z czasem pojawiły się sklepy, a w niektórych wsiach wille letniskowe i pensjonaty.
Obecnie większość gospodarstw jest porozrzucanych jak kiedyś, w dużych odległościach od siebie. W centrum doliny stoją budowle służące całej społeczności. Charakterystyczną cechą domów wiejskich („grażd”) było to, że na ogół izbę mieszkalną obudowywano wieńcem pomieszczeń gospodarczych usytuowanych od północy, wschodu i zachodu, po to by chroniły ją przed mrozem i wiatrem. Połacie dachowe z tej strony często schodziły wtedy do samej ziemi. Dach miał konstrukcję krokwiowo-jętkową. Do budowy takiego gospodarstwa wykorzystywano starannie dobierane drewno iglaste, wcześniej gromadzone i sezonowane.

## Strój huculski

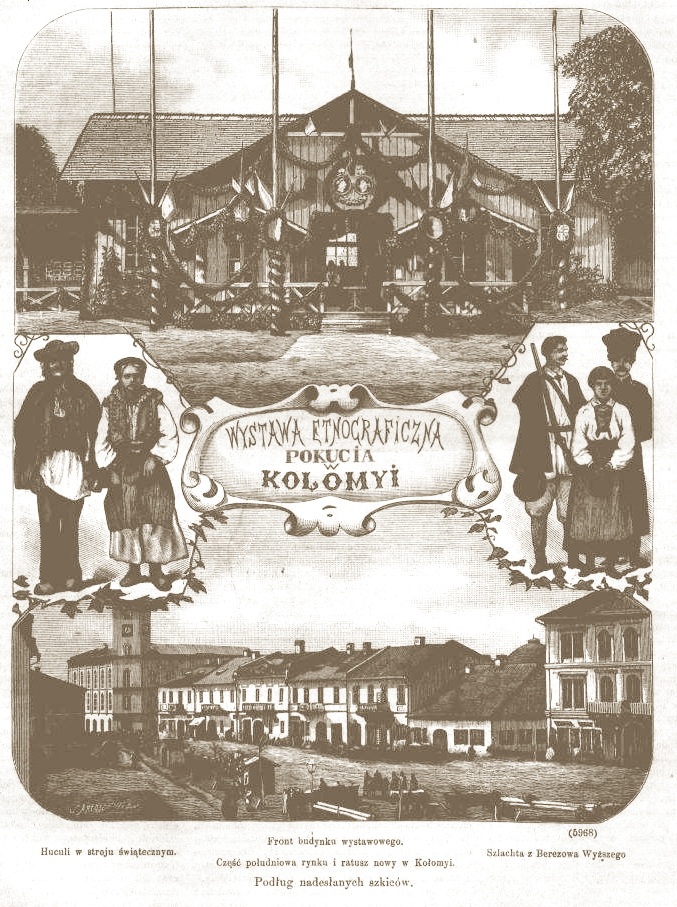
Wystawa etnograficzna z roku 1880

Ludowy strój Huculszczyzny wykształcił się pod wpływem pasterskiej kultury wołoskiej. Można odnaleźć w nim wiele cech wspólnych dla grup etnicznych łuku Karpat. Strój męski składa się z: kapelusza, koszuli, keptara (rodzaj bezrękawnika), serdaka, obuwie (postoły). Strój kobiecy składa się z: nakrycia głowy (peremitka, rańtuch), koszuli (soroczka), zapaski, opinki (rodzaj spódnicy), krajka, skarpety, obuwie (postoły), biżuteria.

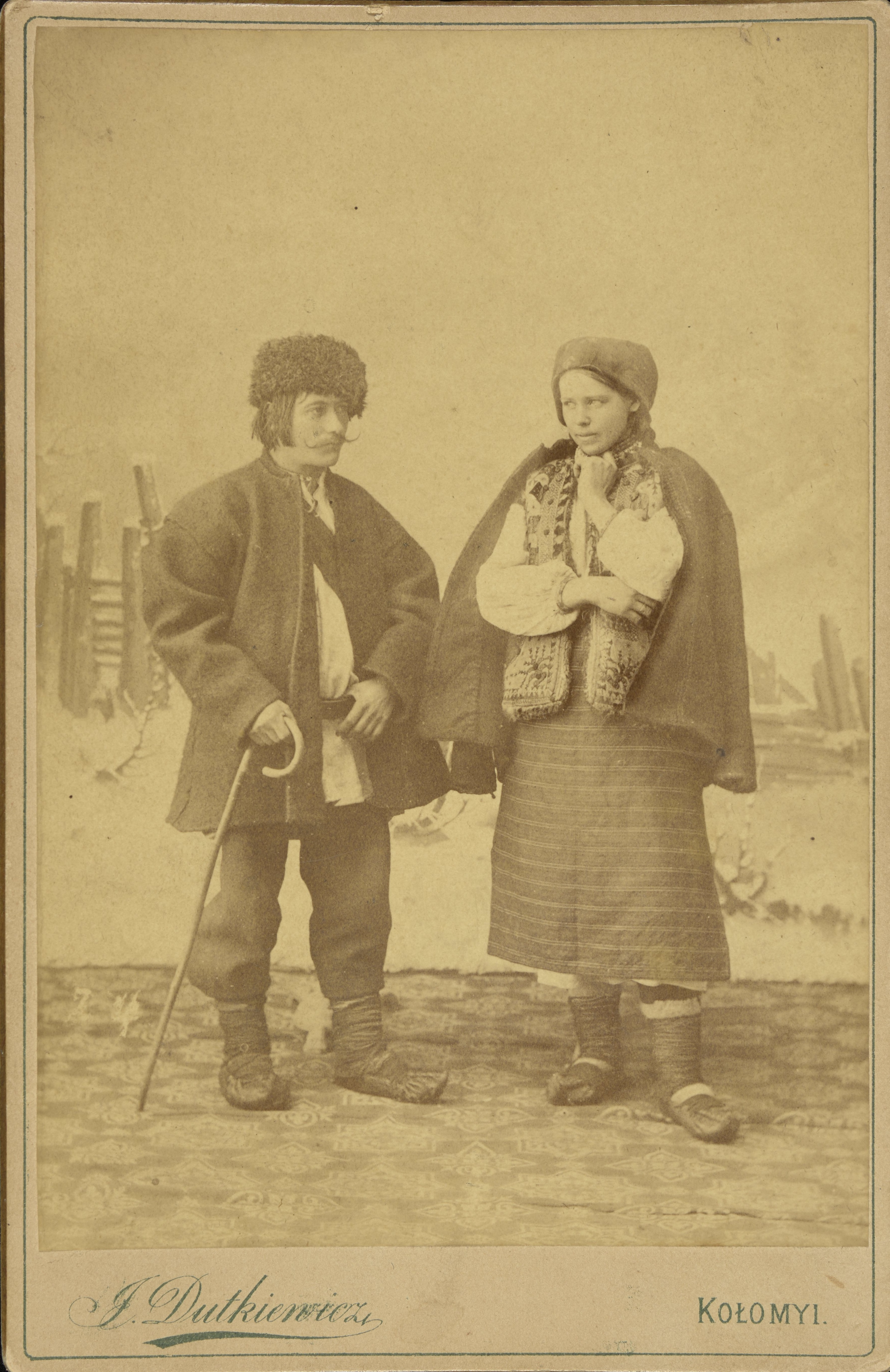
Portret Hucułów w strojach ludowych

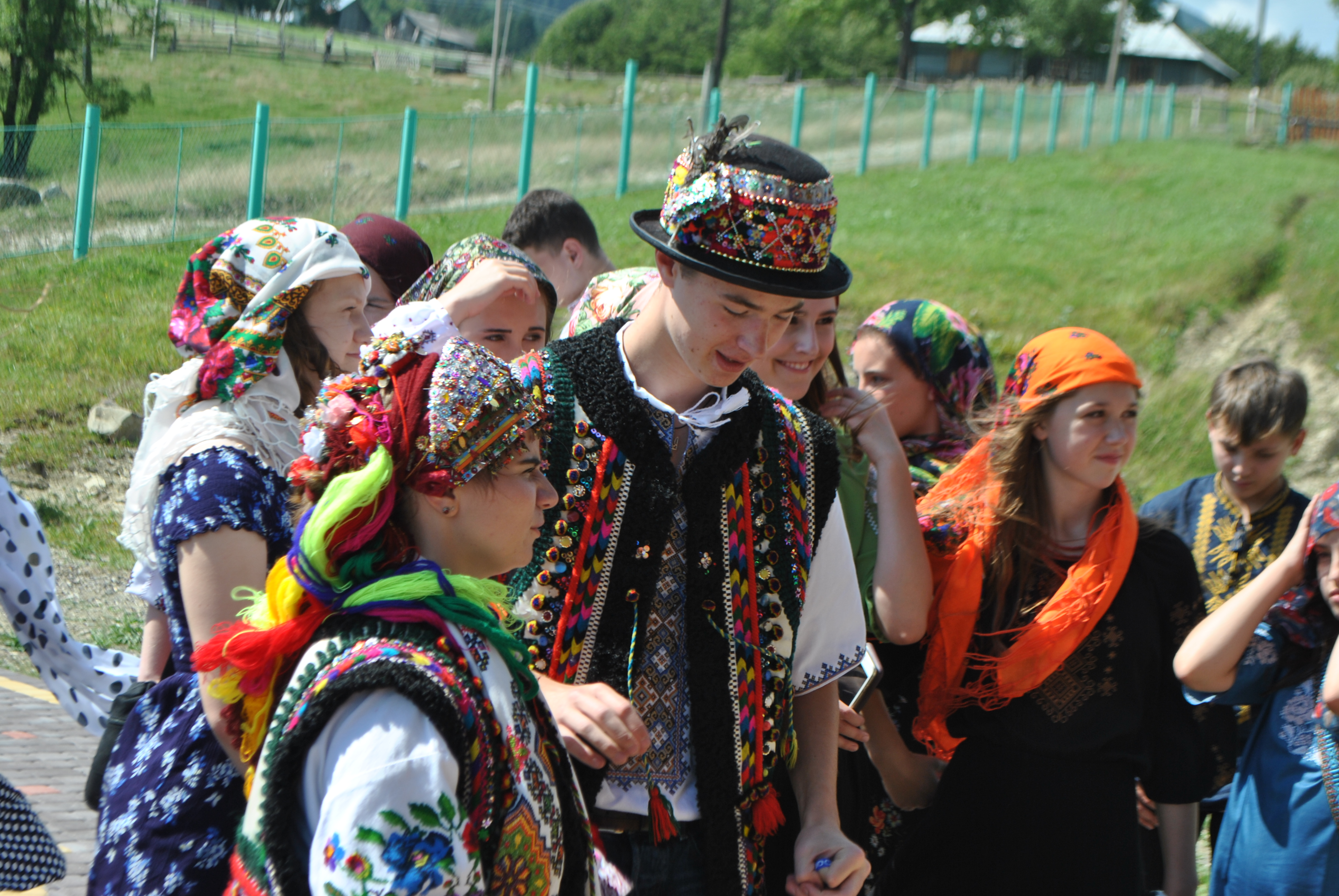
Grupa zagranicznych gości we współczesnych strojach huculskich
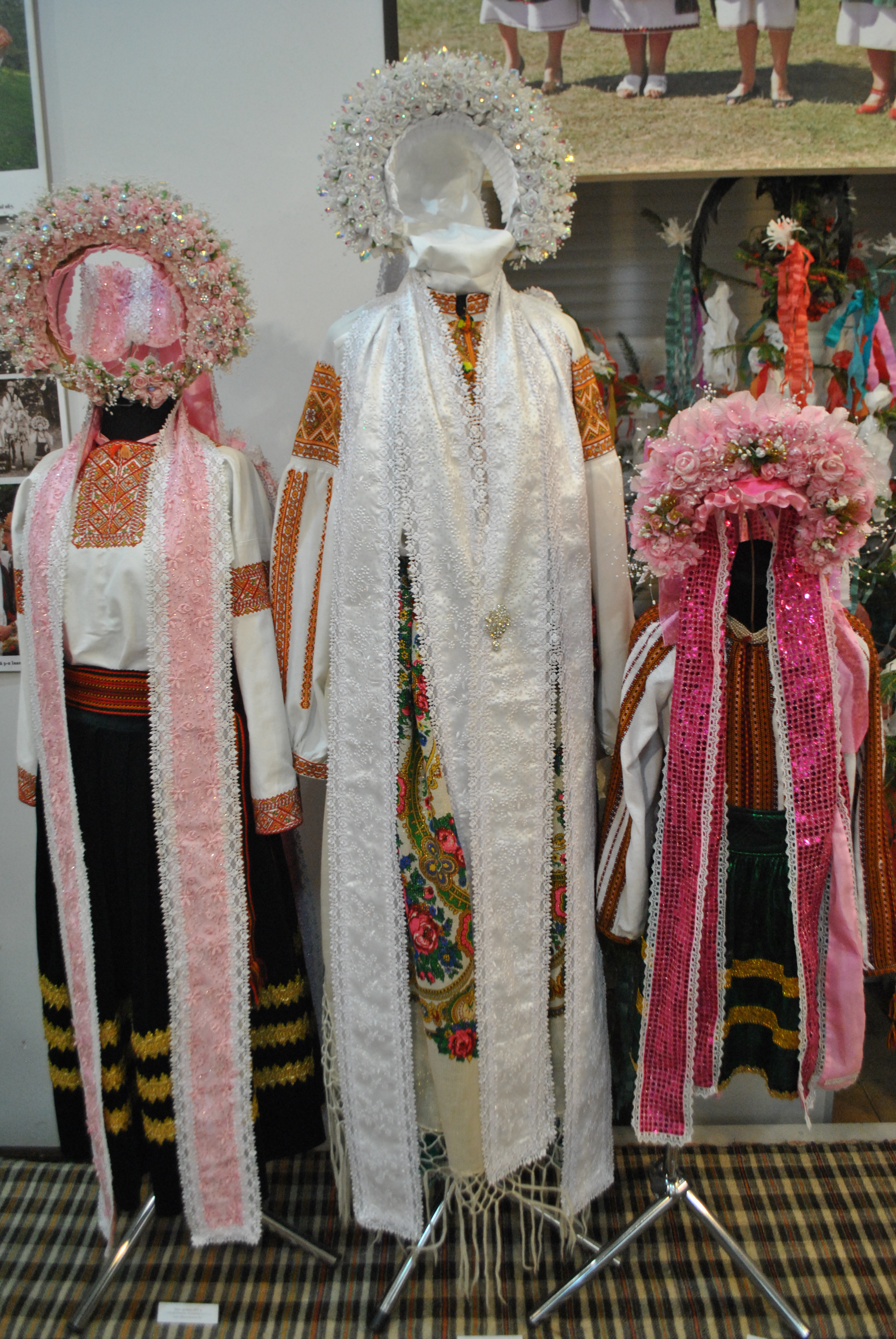
Stroje ślubne, XXI w. na wystawie muzealnej
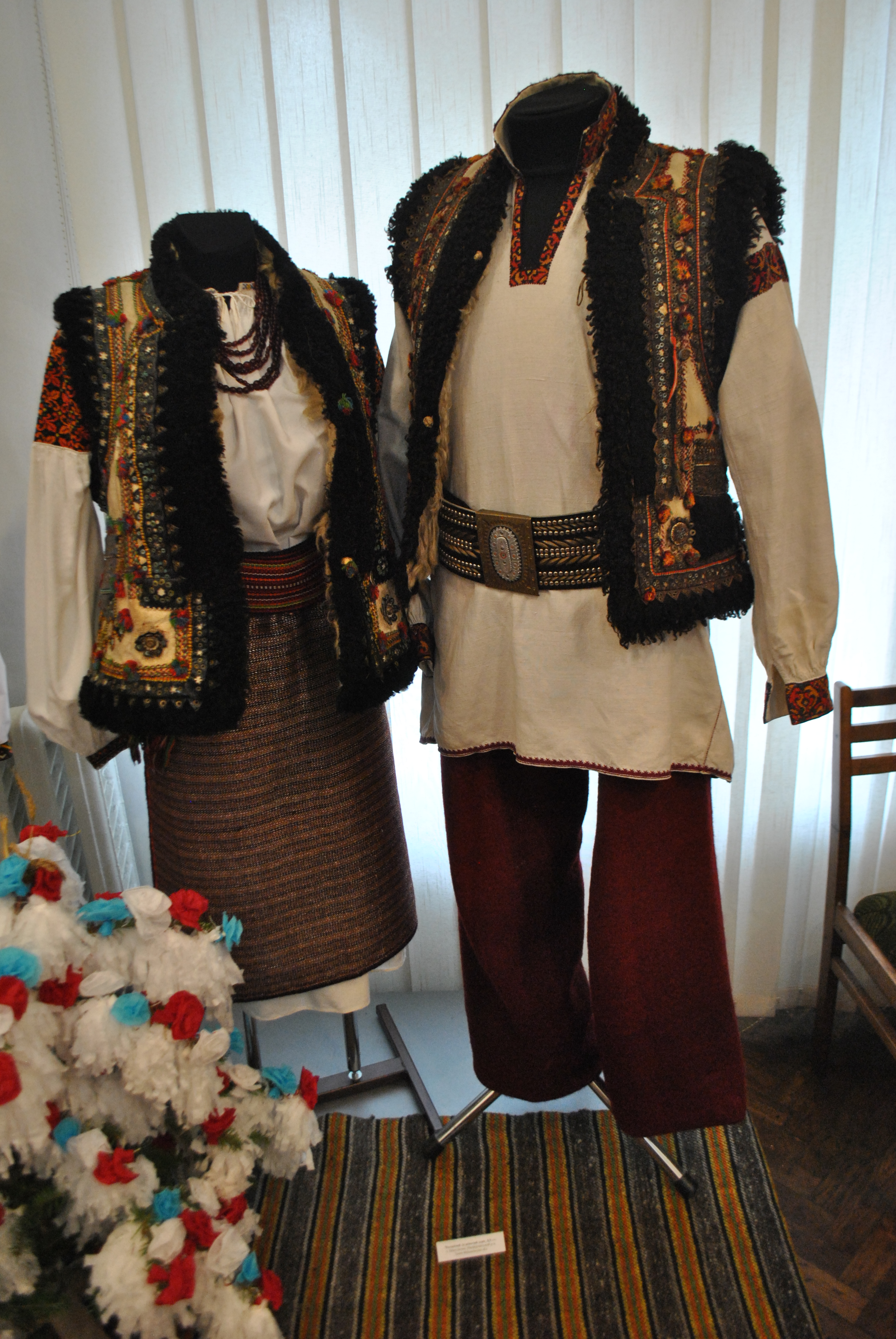
Stroje ślubne – XX w.
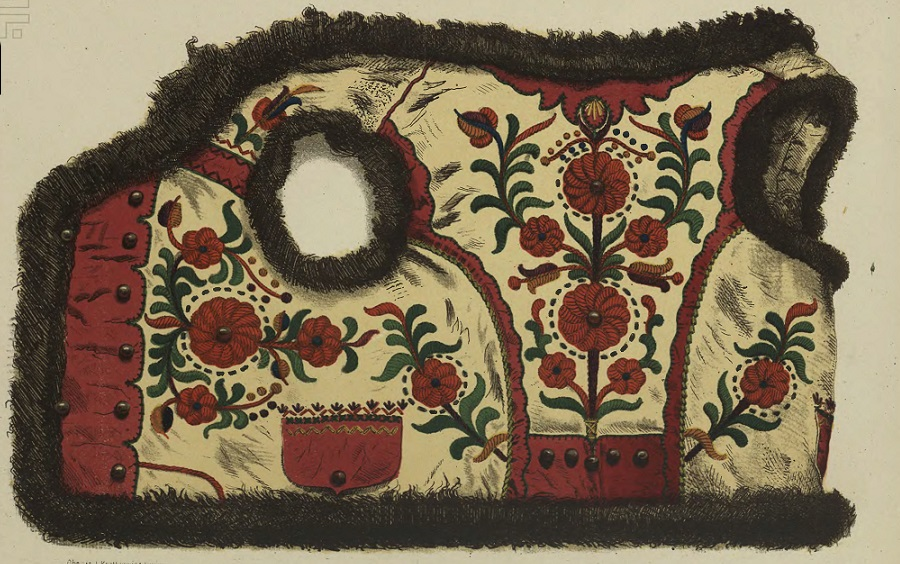
Keptar ze stroju huculskiego – XIX w.
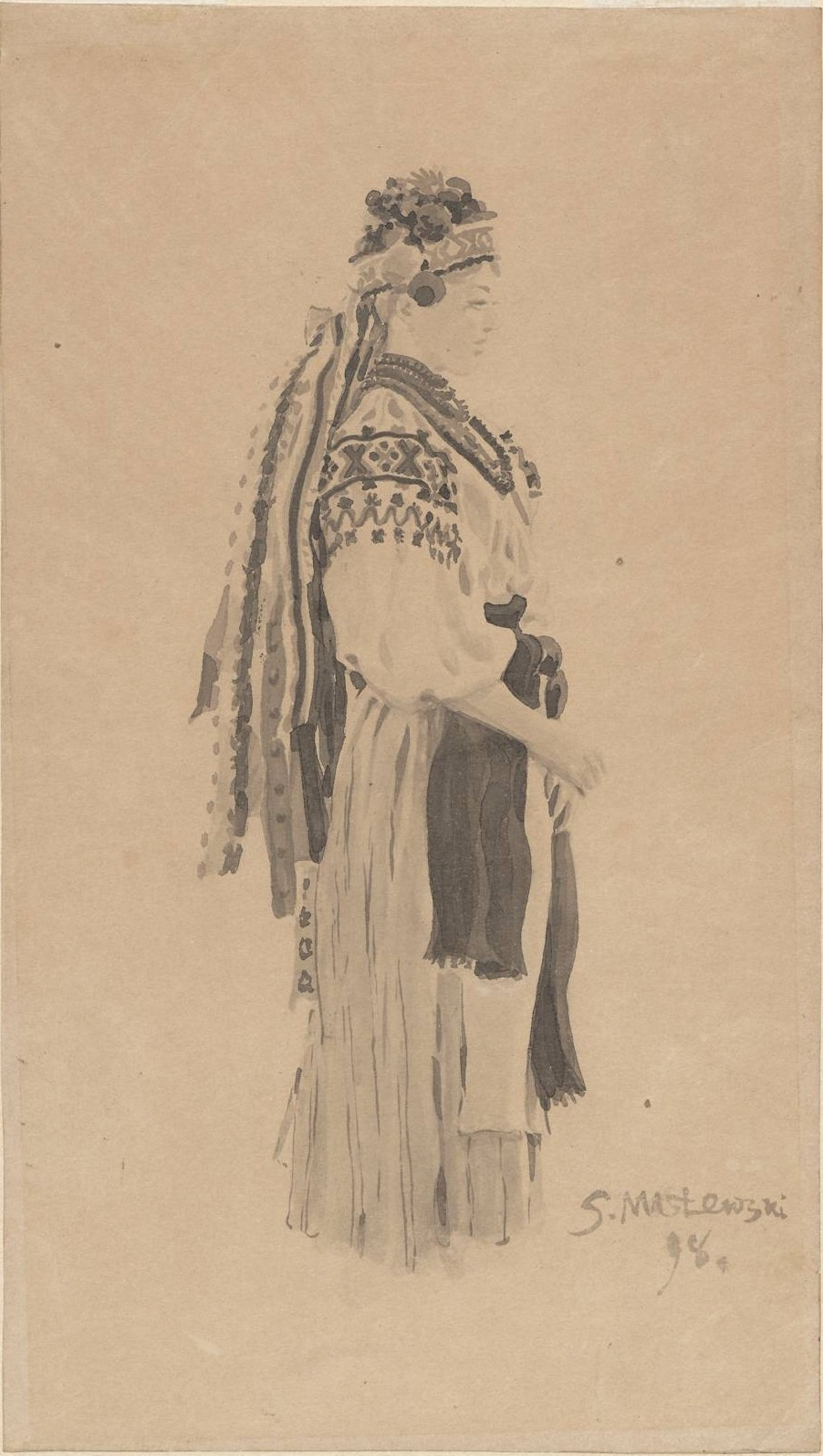
Studium kobiety w ludowym stroju huculskim, 1884
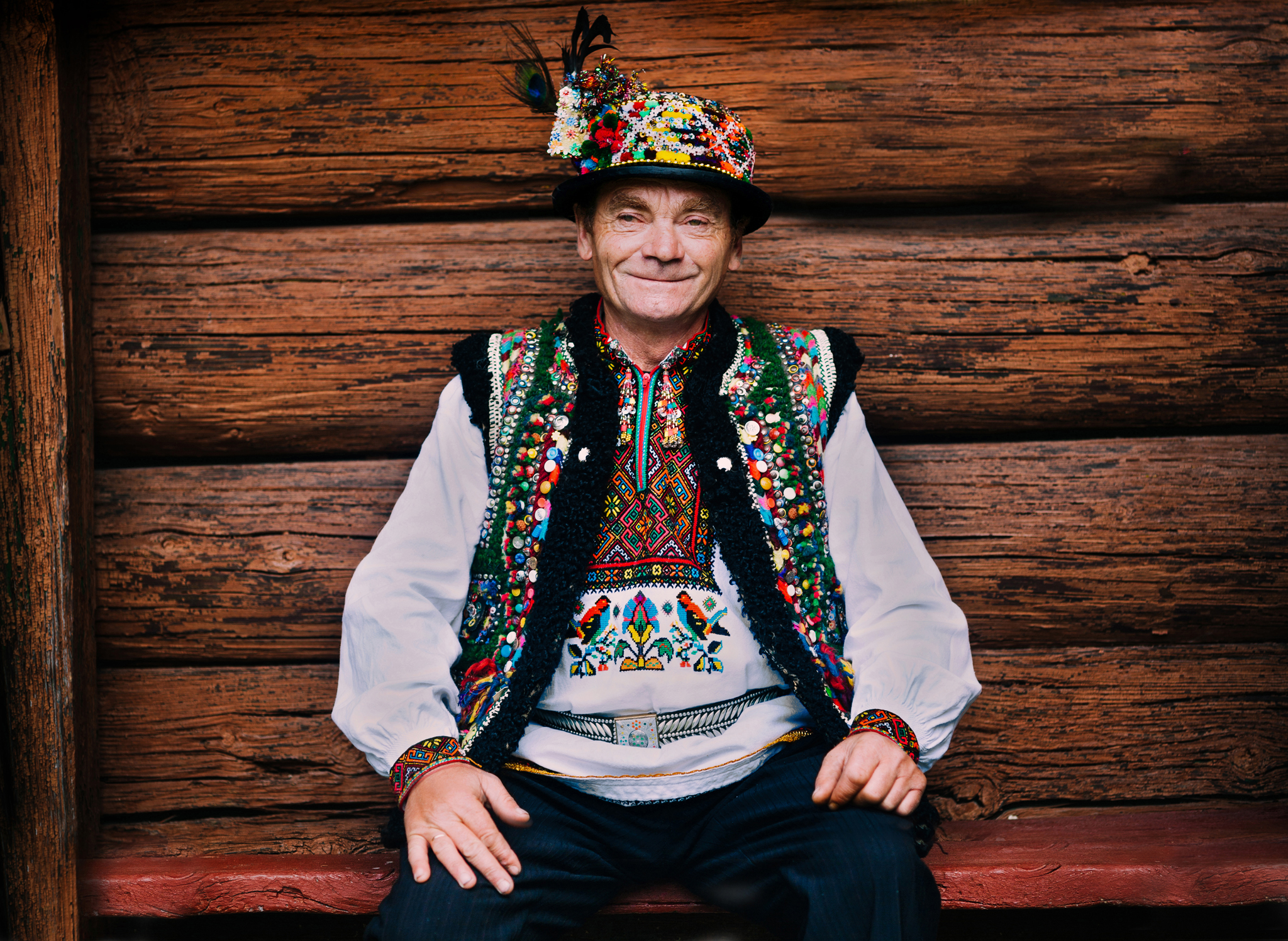
Mężczyzna w stroju huculskim

## Instrumenty huculskie
Instrumentarium huculskie jest bardzo bogate, reprezentujące przede wszystkim muzykę pasterską; pojawiają się tu m.in. trembity, piszczałki, rogi, fujarka, okaryna, drumla, a także lira korbowa. Charakterystycznym instrumentem są też cymbały, dudy oraz skrzypce – m.in. na tych instrumentach oszałamiał wirtuozerią huculski muzyk, Roman Kumłyk.

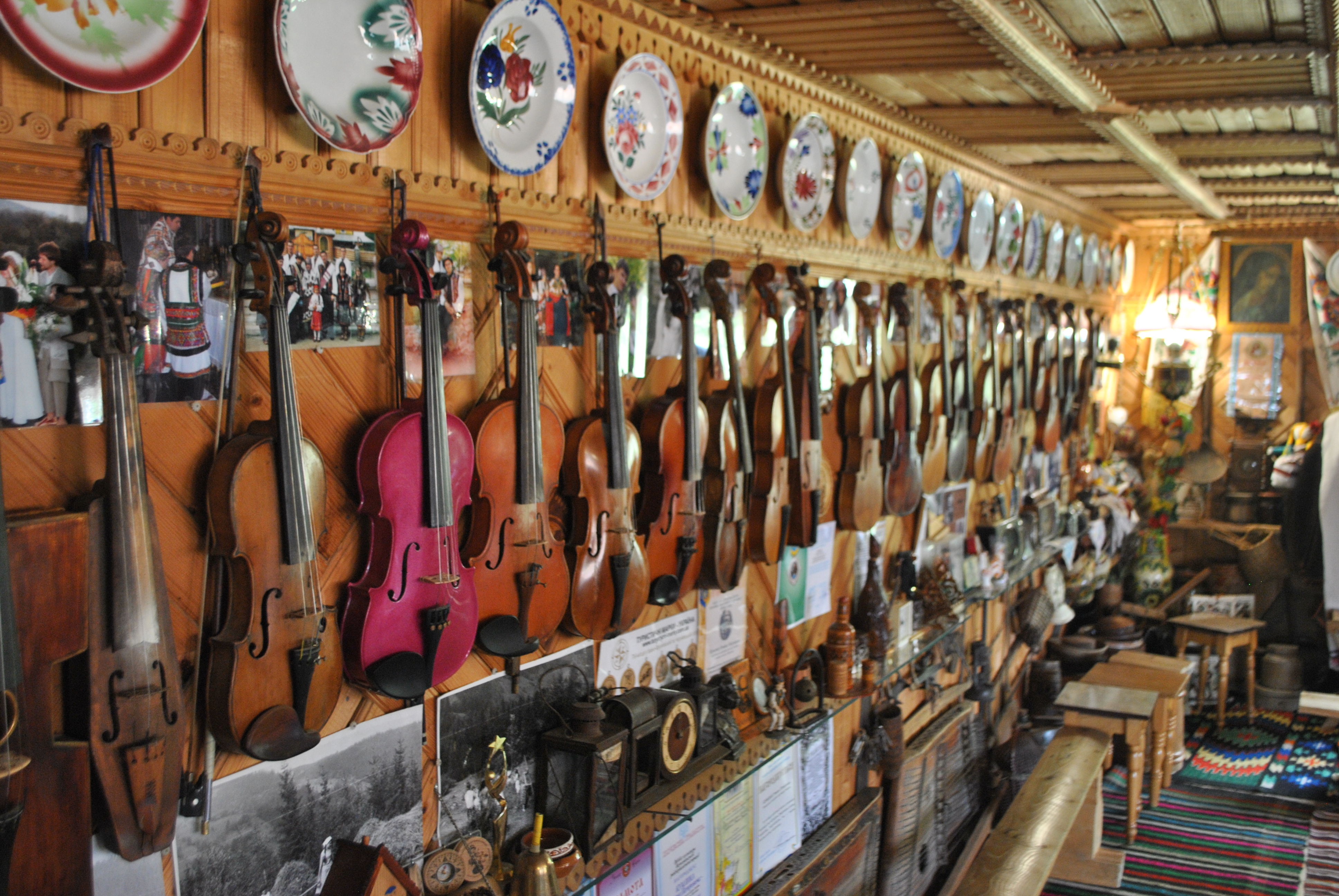
Skrzypce w Muzeum Instrumentów Huculskich im. Romana Kumłyka
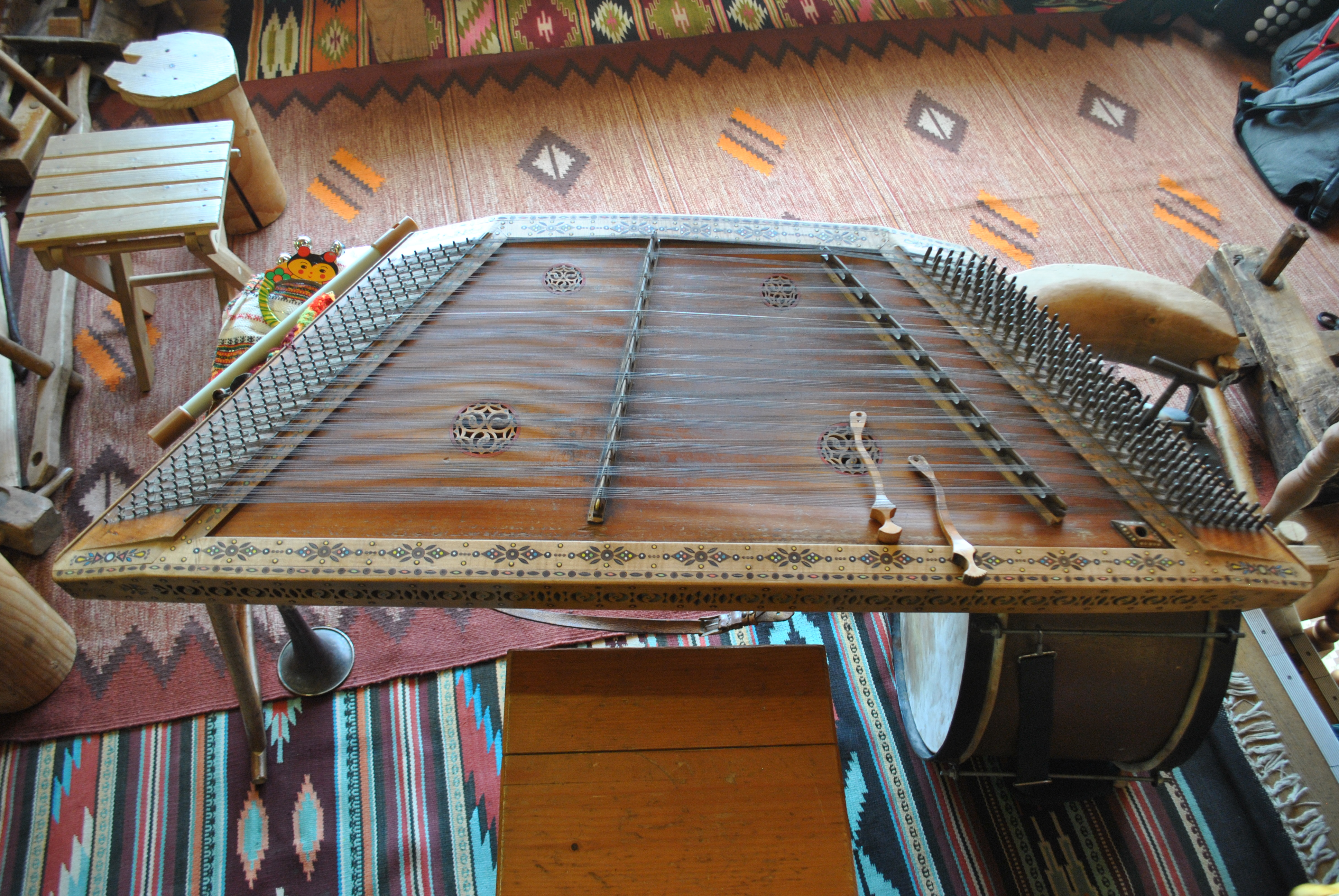
Cymbały huculskie
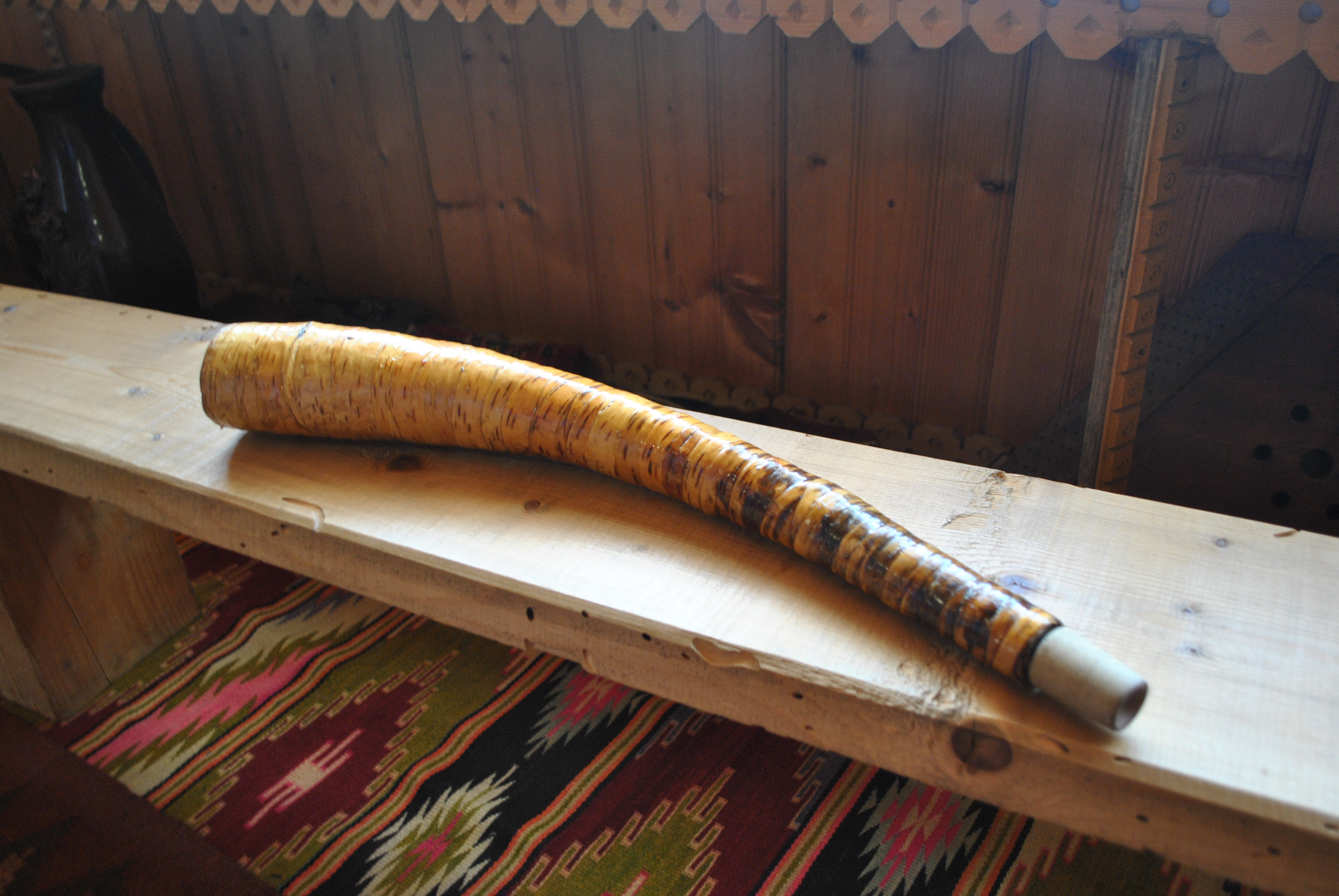
Róg huculski
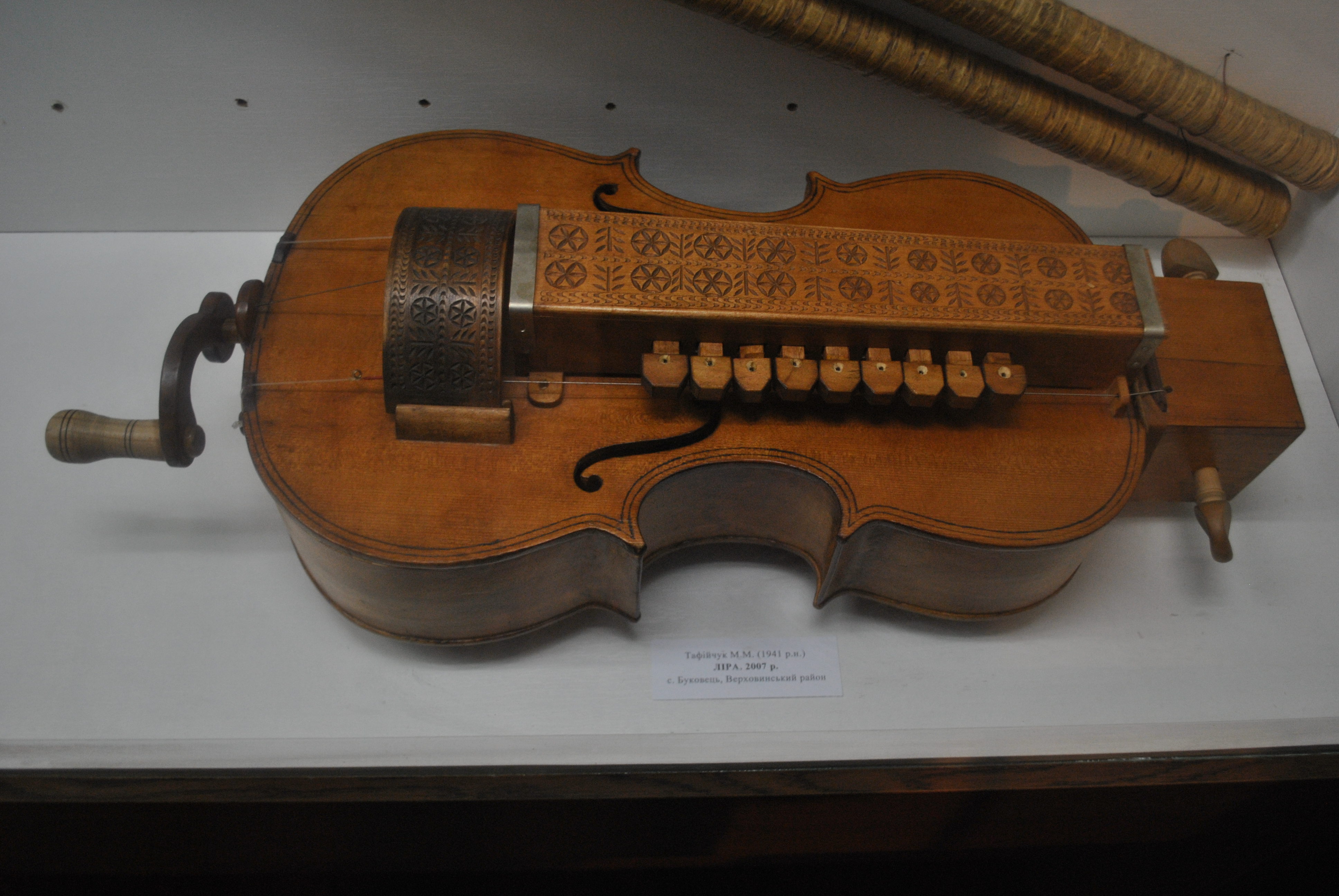
Lira korbowa
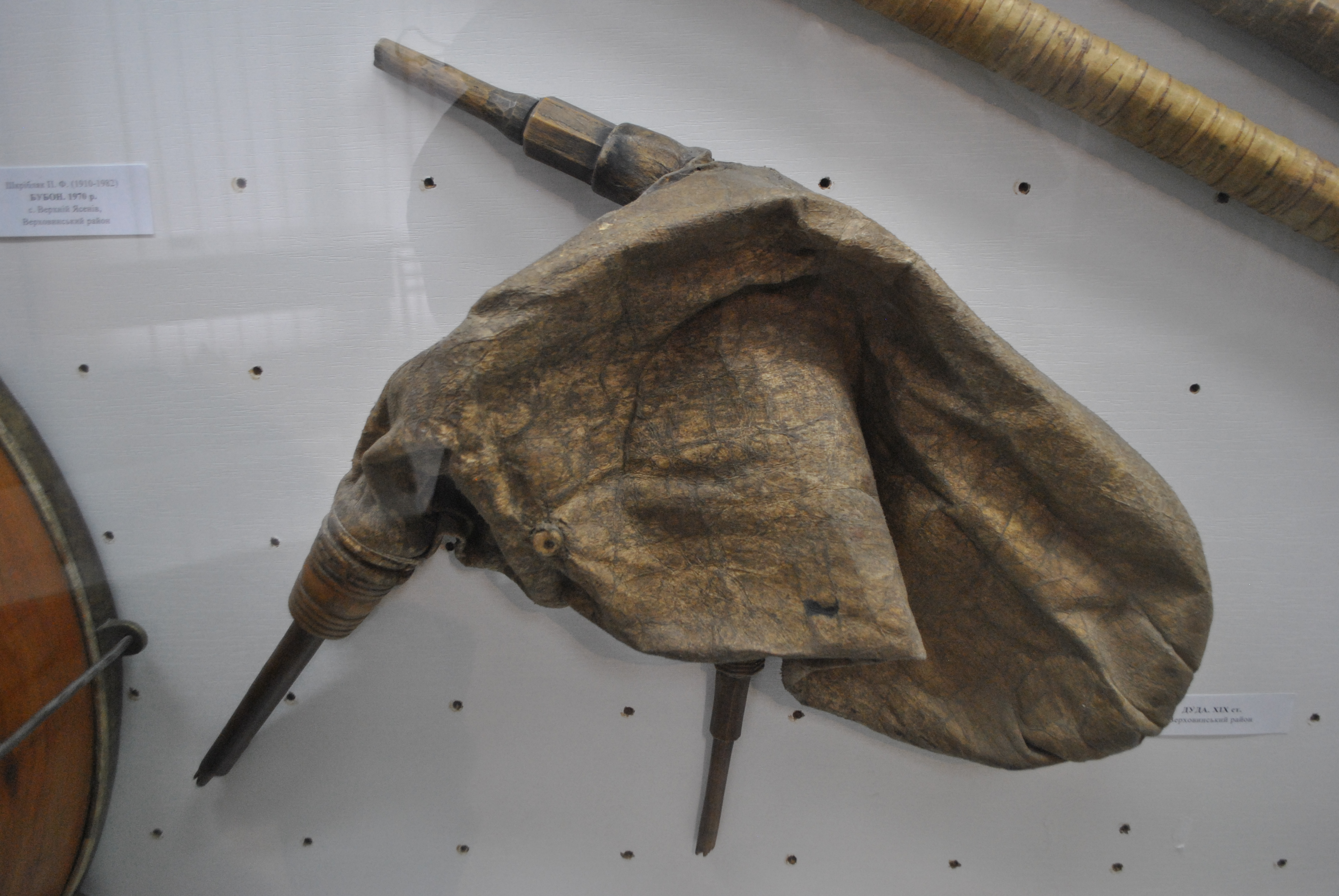
Dudy huculskie
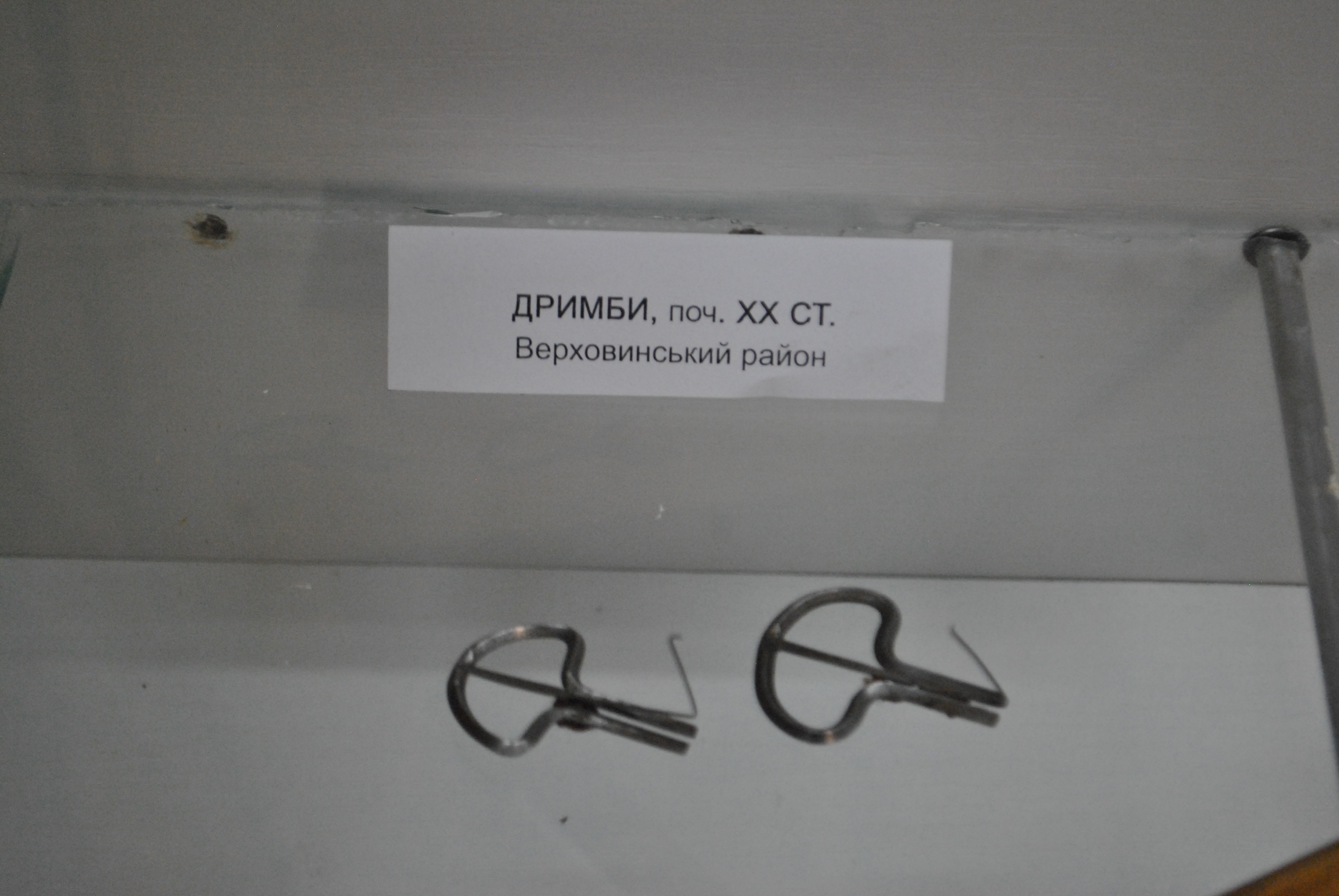
Drymby huculskie
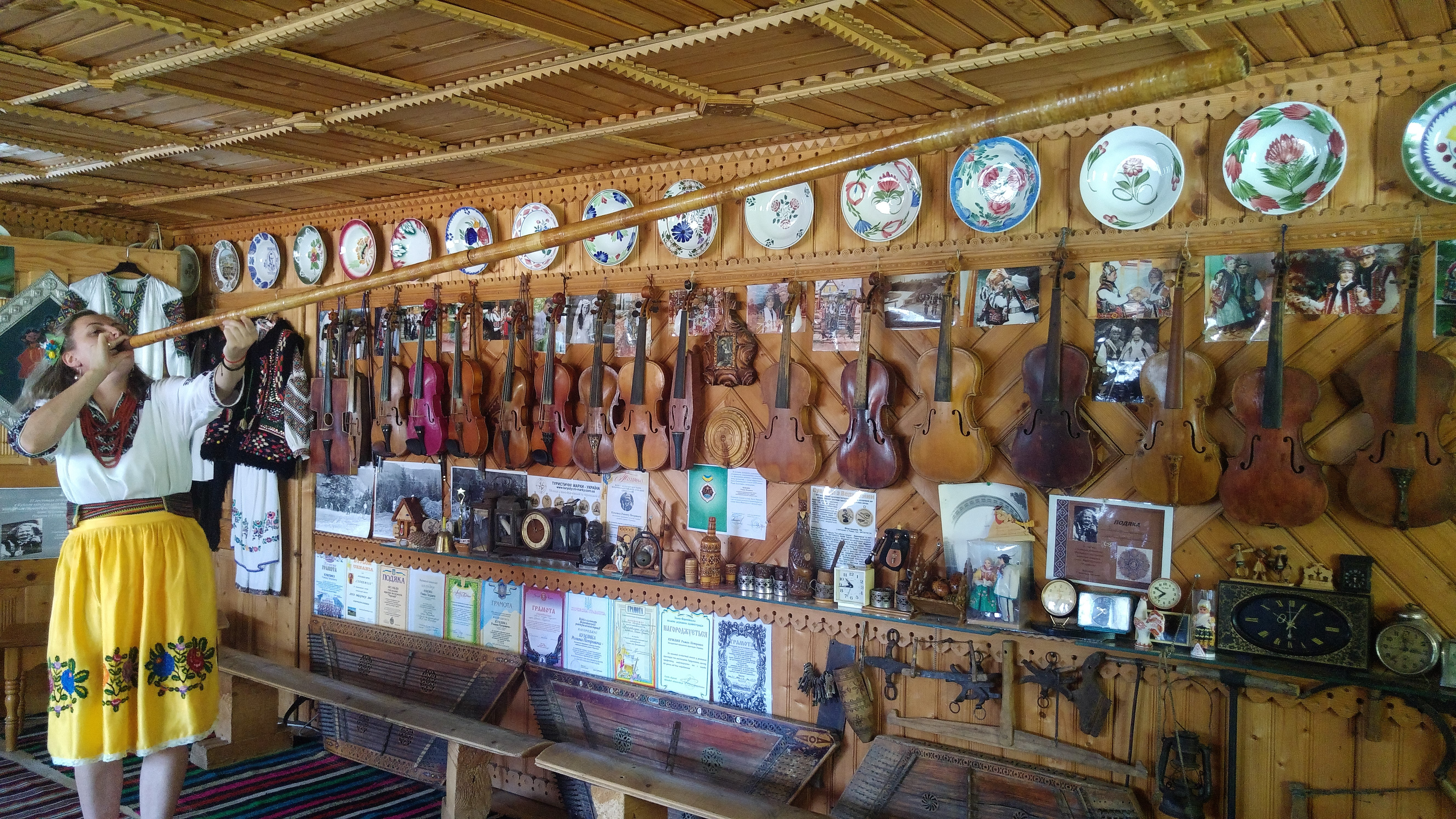
Huculska trembita – pokaz gry
- Pokaz gry na skrzypcach huculskich

## Huculszczyzna w literaturze pięknej
Motyw huculski pojawia się często w przedwojennej polskiej prozie. O Huculszczyźnie pisali między innymi: Wincenty Pol, Stanisław Vincenz czy Józef Wittlin. Dramat huculski pt. Karpaccy górale napisał Józef Korzeniowski, a opowiadanie Opryszki w Karpatach (Poznań, 1836) Eugeniusz Brocki.

## Huculszczyzna w malarstwie polskim

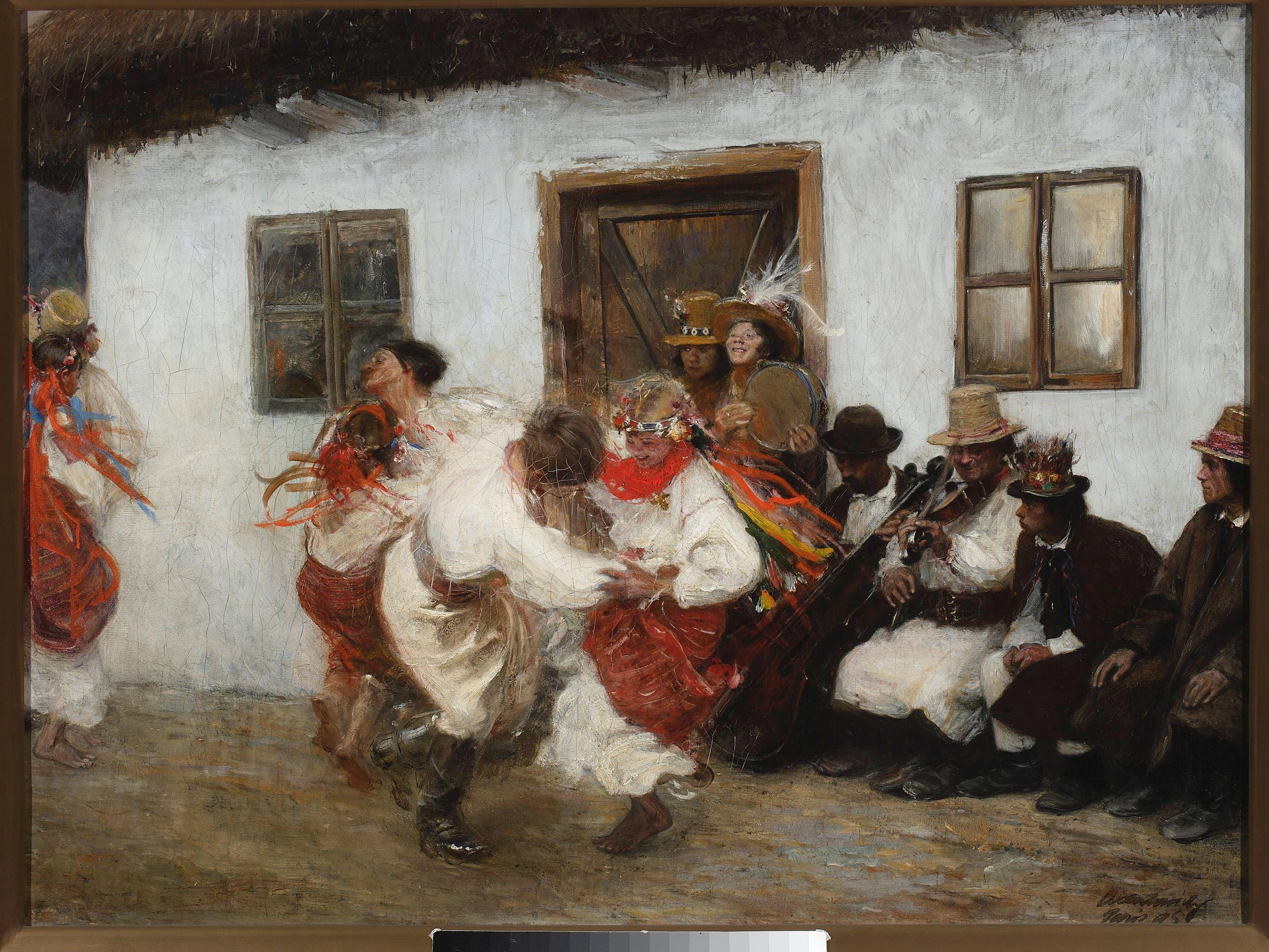
Kołomyjka, Teodor Axentowicz, 1895, Muzeum Narodowe w Warszawie

Tematyką huculską prezentowali w swoich dziełach m.in. malarze: Józef Simmler, Artur Grottger, Juliusz Kossak, Seweryn Obst, a przede wszystkim Teodor Axentowicz w swoich dziełach Pogrzeb huculski (1882), Święto Jordanu (1893) i Kołomyjka (1895). Huculszczyznę szczególnym uwielbieniem obdarzyli przede wszystkim trzej polscy malarze z krakowskiej Akademii Sztuk Pięknych: Kazimierz Sichulski, Władysław Jarocki i Fryderyk Pautsch.